# Лисково
Лисково (на руски: Лысково) е град в Русия, административен център на Лисковски район, Нижегородска област. Населението на града към 1 януари 2018 е 21 321 души.